# Kameníky
Kameníky jsou přírodní památka západně od vsi Úvaly v okrese Břeclav v Jihomoravském kraji. Předmětem ochrany jsou xerotermní společenstva stepních trávníků s výskytem řady ohrožených a chráněných druhů rostlin a bezobratlých živočichů.

## Historie
Území bylo v minulosti využíváno jako extenzivní pastvina. Došlo zde i k těžbě vápence, což ovlivnilo členitost reliéfu. V roce 2005 bylo zařazeno mezi evropsky významné lokality, a v letech 2011 a 2013 zde byly realizovány první ochranářské zásahy jako pastva a vyřezávání náletových dřevin. Přírodní památka byla vyhlášena 2. prosince roku 2013.

## Flóra
Flóru přírodní památky tvoří teplomilné stepní a lesostepní druhy vázané na vápenité podloží. Významnými rostlinami jsou koniklec velkokvětý (Pulsatilla grandis), len žlutý (Linum flavum), hvězdnice chlumní (Aster amellus) a koulenka prodloužená (Globularia bisnagarica). Zachování druhového složení vegetace je podporováno pravidelným managementem, zejména sečením a pastvou.

## Fauna
Území je domovem řady xerotermních bezobratlých. Patří mezi ně například mandelinka Cheilotoma musciformis, štítonoš Cassida canaliculata, vřetenuška třeslicová (Zygaena brizae), hnědásek černýšový (Melitaea aurelia), kudlanka nábožná (Mantis religiosa) a zlatohlávek huňatý (Tropinota hirta). Výskyt těchto druhů je úzce vázán na mozaikovitý charakter vegetace a zachování bezlesých biotopů.